# Ordensgesetz
La Gesetz über Titel, Orden und Ehrenzeichen (literalmente "Ley sobre títulos, órdenes y condecoraciones"); abreviadamente conocida como Ordensgesetz (literalmente "Ley de medallas"), es una ley federal de la República Federal Alemana que regula el uso y los procedimientos para exhibir y portar insignias y condecoraciones civiles y militares. La ley entró en vigor el 26 de julio de 1957 y obedecía a dos propósitos: estipulaba qué medallas y condecoraciones desde antes de 1945 podían ser exhibidas y de que manera (incluyendo las de los tiempos de la República de Weimar) y que habían sido influenciadas y modificadas por las leyes de la Alemania Nazi en 1933 y 1937 y describía el tratamiento y procedimientos de concesión para las condecoraciones y medallas de la entonces recién creada República Federal Alemana.

## Convenciones generales
La ley dilucida las siguientes convenciones:
- El gobierno federal y el de los estados (Länder) pueden conceder títulos, medallas y condecoraciones militares.
- El Presidente de la República Federal Alemana puede crear o reconocer de manera oficial medallas existentes del servicio civil o deportivas (menciona específicamente las de los Juegos Olímpicos de 1936).
- La medallas a criminales convictos pueden ser revocadas.
- Los ciudadanos alemanes pueden recibir condecoraciones extranjeras solo con el consentimiento expreso del Presidente de la República.
- Las medallas pueden ser exhibidas solo por sus poseedores; estas pueden permanecer en propiedad de sus beneficiarios.
- Exhibir medallas con simbología Nazi y medallas sin ser poseedor del título será considerada una violación de la ley y sancionada con una multa.

La ley original comprometía al gobierno federal a pagar el 'Ehrensold'(literalmente, "Paga Honoraria del Soldado", un tipo pensión que fue incluido en ciertas condecoraciones de la Primera Guerra Mundial y conflictos anteriores. El 19 de febrero de 2006, esta parte de la ley fue anulada.

## Medallas previamente conferidas
La ley establece las estipulaciones de numerosas disposiciones y reglamentos en las medallas conferidas con anterioridad y condecoraciones militares. En la práctica, la ley se ajusta al Código Penal Federal. En particular, la sección §86a, que prohíbe la distribución o exhibición pública de simbología nazi sin motivo histórico o académico.
Medallas de antes de la subida de los nazis al poder en 1933 se pueden portar siempre y cuando solo sean exhibidas en su forma original, junto con otras estipulaciones circunstanciales; medallas de 1933 a 1945 solo se puede portar si se elimina simbología nazi tal (esvásticas, runas de las SS, etc.). Medallas otorgadas a los miembros de los servicios públicos (por ejemplo, departamentos de incendio o de búsqueda y los equipos de rescate) no tienen más limitaciones. Condecoraciones militares concedidas por un Estado previamente aliado solo pueden ser usadas a través de consentimiento expreso, independientemente del momento en que fueron otorgadas.

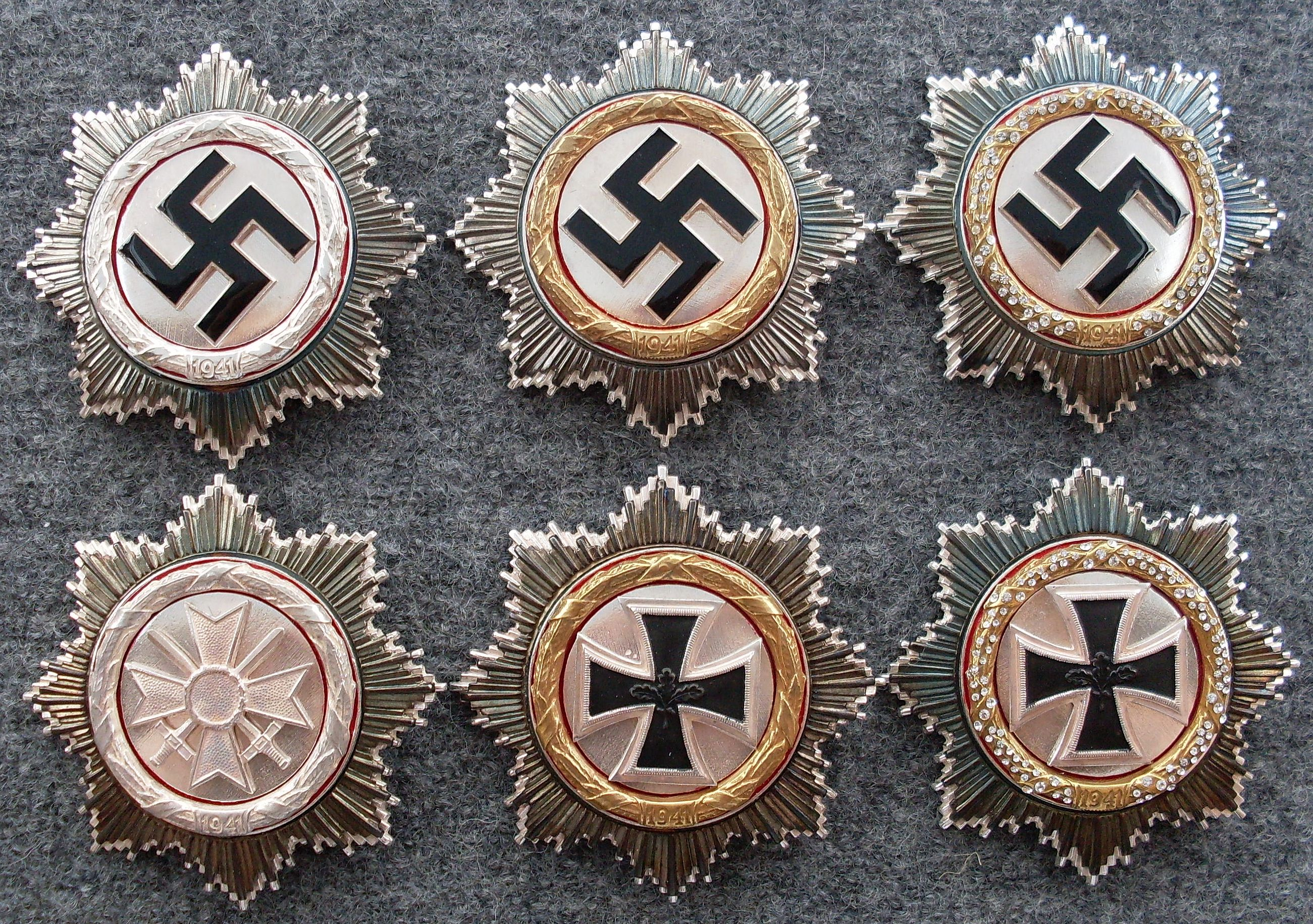
Cruces Alemanas en su etapa Nazi y después de aplicárseles la Ordengesetz.

Medallas que se pueden exhibir, específicamente permitidas por la ley incluyen:
- La Cruz de Hierro (y sus diversos grados)
- La Cruz Alemana
- El Águila de Silesia (una medalla de la República de Weimar del Freikorps)
- La Baltenkreuz (una medalla de la República de Weimar, para el combate en los países bálticos)
- La Insignia de Herido
- El Luftschutzabzeichen (Insignia de Defensa Antiaérea)
- La Insignia de Asalto Panzer
- La Insignia de Asalto de Infantería
- El Broche de Combate Cuerpo a Cuerpo
- La Insignia de Asalto General
- La Medalla de Guerra de Invierno

La Sección 6, párrafo 2 específicamente reitera que las medallas con emblemas Nacional Socialista emblemas no pueden ser usados. No se pueden producir, ofrecer o vender en cualquier forma Junto con la ley, el Ministerio del Interior Federal publicó un suplemento que representaba las forma alteradas de condecoraciones del período entre 1934 a 1945.

## Orden de precedencia
El artículo 12 de la ley enumera el orden de precedencia de las medallas exhibidas por el personal militar. Las medallas serán portadas en la parte superior izquierda de la guerrera o de la camisa een orden de importancia de derecha a izquierda y de arriba abajo:
1. Verdienstorden (Orden del Mérito de la República Federal de Alemania)
2. Rettungsmedaille am Bande (una medalla prusiana por salvar la vida de otro soldado)
3. Eisernes Kreuz 1914 (Cruces de Hierro concedidas durante la Primera Guerra Mundial)
4. Eisernes Kreuz 1939 (Cruces de Hierro concedidas durante la Segunda Guerra Mundial)
5. Otras medallas otorgadas la Primera Guerra Mundial en el orden de su concesión
6. Ehrenkreuz (Cruz de Honor recibida en 1934 por su participación en la Primera Guerra Mundial)
7. Kriegsverdienstkreuz 1939 (Cruz del Mérito de Guerra, análoga para civiles a la Cruz de Hierro)
8. Otras medallas otorgados para el servicio en la Segunda Guerra Mundial en el orden de su concesión
9. Resto de condecoraciones alemanas en el orden de su concesión
10. Medallas oficialmente autorizadas en el orden de su concesión
11. Condecoraciones extranjeras en su orden de precedencia